# تشاونسي صموئيل باوتشر
تشاونسي صموئيل باوتشر (بالإنجليزية: Chauncey Samuel Boucher)‏ هو مؤرخ أمريكي، ولد في 14 يونيو 1886 في شيكاغو في الولايات المتحدة، وتوفي في 13 أغسطس 1955 في بيتوسكي في الولايات المتحدة.